# 两江水电站
两江水电站位于中国吉林省安图县两江镇二道松花江上游，是二道松花江规划梯级开发的第一级水利工程。工程于1992年5月开工，2001年3月3台机组全部投产发电。大坝为混凝土面板堆石坝，坝高56.6米，坝长273米。发电厂房为引水式，内装单机容量20兆瓦的水轮发电机组3台，总装机容量60兆瓦，年均发电量1.93亿千瓦时。坝址以上控制流域面积2970平方千米，水库水面面积12平方千米，总库容2.11亿立方米。电站的建成缓解了当地用电紧张状况。